# Wang Zheng (sportskytt)
Wang Zheng, född 28 april 1979 i Jiangsu, är en kinesisk sportskytt.
Han blev olympisk bronsmedaljör i dubbeltrap vid sommarspelen 2004 i Aten.